# Viktor Rossi
Viktor Rossi (31 de outubro de 1968, em Berna) é um político, funcionário público suíço e membro do Partido Verde Liberal. Tornou-se vice-chanceler da Suíça em 1 de maio de 2019. Foi eleito chanceler Federal da Suíça em 13 de dezembro de 2023, sucedendo Walter Thurnherr, e assumiu o cargo no dia 1 de janeiro de 2024.

## Biografia
Rossi frequentou a escola primária e secundária no cantão de Berna, foi aprendiz de cozinheiro entre 1984 e 1987, obteve um diploma de maturidade em economia na escola particular Humboldtianum em Berna, antes de obter o grau de professor em Direito e Economia na Universidade de Berna em 1996.
Após a graduação, ele começou a lecionar Comércio na escola comercial (BFB) em Biel, antes de liderar a escola em 1999. Paralelamente, foi primeiro vice-presidente da conferência de reitores de escolas comerciais no cantão de Berna entre 2004 e 2009, depois presidente em 2009. Em 2015, ele concluiu o diploma de Estudos Avançados em Direito na Universidade de Berna.
Rossi ingressou na Chancelaria Federal da Suíça em outubro de 2010, liderando o departamento de Gestão de Registros e Logística. Em 2015, foi supervisor delegado do Chanceler Federal Walter Thurnherr para o projeto de TI GENOVA. Em dezembro de 2018, o Conselho Federal elegeu Rossi Vice-Chanceler da Suíça.
Ele assumiu o cargo em 1º de maio de 2019 e vem liderando os assuntos do Conselho Federal. Ele entrou na disputa para suceder Walter Thurnherr no final de 2023 para preencher o cargo de Chanceler da Confederação. Ele foi eleito em 13 de dezembro. Seu antecessor, Jörg De Bernardi, assumiu o cargo interinamente.
Rossi é um falante nativo de alemão e italiano. Ele é casado e tem dois filhos.